# Montejo de Arévalo
Montejo de Arévalo is een gemeente in de Spaanse provincie Segovia in de regio Castilië en León met een oppervlakte van 35,95 km². Montejo de Arévalo telt 190 inwoners (1 januari 2016).

## Demografische ontwikkeling
Bron: INE, 1857-2011: volkstellingen